# Payton Willis
Payton Terrell Willis (Fayetteville, 31 gennaio 1998) è un cestista statunitense.

## Carriera
Ha trascorso la carriera universitaria tra Vanderbilt Commdores, Minnesota Gophers e CofC Cougars. Il 29 luglio 2022 firma il primo contratto professionistico con l'Hapoel Gilboa Galil Elyon; il 14 luglio 2023 passa al Pistoia Basket.

## Statistiche

### College
| Anno      | Squadra                  | PG  | PT | MP   | TC%  | 3P%  | TL%   | RP  | AP  | PRP | SP  | PP   |
| --------- | ------------------------ | --- | -- | ---- | ---- | ---- | ----- | --- | --- | --- | --- | ---- |
| 2016-2017 | Vand. Commodores         | 35  | 12 | 17,5 | 43,7 | 31,3 | 62,7  | 1,8 | 1,9 | 0,5 | 0,2 | 5,2  |
| 2017-2018 | Vand. Commodores         | 31  | 4  | 18,5 | 34,8 | 34,9 | 65,7  | 1,9 | 1,4 | 0,5 | 0,1 | 5,1  |
| 2019-2020 | Minnesota Golden Gophers | 28  | 25 | 29,3 | 38,2 | 35,6 | 75,0  | 3,5 | 1,9 | 0,8 | 0,3 | 8,6  |
| 2020-2021 | CofC Cougars             | 19  | 19 | 34,4 | 46,0 | 40,0 | 76,7' | 3,2 | 3,1 | 0,8 | 0,3 | 13,4 |
| 2021-2022 | Minnesota Golden Gophers | 29  | 28 | 36,3 | 47,3 | 42,8 | 62,5  | 4,8 | 4,3 | 1,4 | 0,5 | 15,9 |
| Carriera  | Carriera                 | 142 | 88 | 26,2 | 43,0 | 37,6 | 66,7  | 3,0 | 2,4 | 0,8 | 0,3 | 9,1  |